# Hausen (Miltenberg)
Pour les articles homonymes, voir Hausen.
Hausen est une commune de Bavière (Allemagne), située dans l'arrondissement de Miltenberg, dans le district de Basse-Franconie.